# USS Thomas F. Nickel (DE-587)
USS Thomas F. Nickel (DE-587) là một tàu hộ tống khu trục lớp Rudderow từng phục vụ cùng Hải quân Hoa Kỳ trong Chiến tranh Thế giới thứ hai. Nó là chiếc tàu chiến duy nhất của Hải quân Hoa Kỳ được đặt cái tên này, theo tên binh nhì Thủy quân Lục chiến Thomas Frederick Nickel (1921-1942), người từng phục vụ cùng Tiểu đoàn 1 Biệt kích Thủy quân Lục chiến tại quần đảo Solomon, đã tử trận trong Trận Tulagi vào ngày 7 tháng 8,  1942 và được truy tặng Huân chương Ngôi sao Bạc. Nó đã phục vụ cho đến khi chiến tranh kết thúc, xuất biên chế năm 1946, rồi được huy động trở lại để tiếp tục phục vụ từ năm 1950 đến năm 1958. Con tàu cuối cùng bị bán để tháo dỡ vào năm 1973. Thomas F. Nickel được tặng thưởng một Ngôi sao Chiến trận do thành tích phục vụ trong Thế Chiến II.

## Thiết kế và chế tạo
Lớp Rudderow có thiết kế hầu như tương tự với lớp Buckley trước đó; vì giữ lại kiểu động cơ turbine-điện General Electric, cung cấp điện năng cho mô-tơ điện để dẫn động hai trục chân vịt. Lớp này còn được gọi là kiểu TEV, do hệ thống động lực Turbo-Electric và cỡ pháo 5-inch (V).
Dàn pháo chính được nâng cấp lên hai khẩu pháo 5 inch (130 mm)/38 cal trên hai tháp pháo nòng đơn, được phân bố một phía trước mũi và một phía sau tàu. Hỏa lực phòng không được nâng lên hai khẩu đội pháo phòng không Bofors 40 mm nòng đôi và mười pháo phòng không Oerlikon 20 mm. Vũ khí chống ngầm bao gồm một dàn súng cối chống tàu ngầm Hedgehog Mk. 10 (có 24 nòng và mang theo 144 quả đạn); hai đường ray Mk. 9 và tám máy phóng K3 Mk. 6 để thả mìn sâu. Con tàu vẫn giữ lại ba ống phóng ngư lôi Mark 15 21 inch (533 mm), và được trang bị radar SL dò tìm không trung và radar SC/SA dò tìm mặt biển. Thủy thủ đoàn đầy đủ bao gồm 15 sĩ quan và 168 thủy thủ.
Thomas F. Nickel được đặt lườn tại Xưởng tàu Bethlehem-Hingham ở Hingham, Massachusetts vào ngày 15 tháng 12, 1943. Nó được hạ thủy vào ngày 22 tháng 1, 1944, được đỡ đầu bởi bà Fred W. Nickel, và nhập biên chế cùng Hải quân Hoa Kỳ vào ngày 9 tháng 6, 1944 dưới quyền chỉ huy của Hạm trưởng, Thiếu tá Hải quân Claude Singley Farmer.

## Lịch sử hoạt động

### 1944 - 1946
Sau khi hoàn tất việc chạy thử máy huấn luyện tại vùng biển Caribe từ ngày 29 tháng 6 đến ngày 26 tháng 7, 1944, Thomas F. Nickel hộ tống cho Đoàn tàu UGS-50 vượt Đại Tây Dương sang Bizerte, Tunisia và quay trở về Hoa Kỳ. Sau đó nó chuẩn bị để được điều động sang khu vực Mặt trận Thái Bình Dương, cùng Đội hộ tống 71 khởi hành từ Boston, Massachusetts vào ngày 30 tháng 9. Băng qua kênh đào Panama vào ngày 15 tháng 10, nó có các chặng dừng tại các quần đảo Galápagos và Society trước khi đi đến Espiritu Santo vào ngày 1 tháng 11. Tại đây nó nhận lên tàu 15 quả ngư lôi ném từ máy bay để vận chuyển đến Manus, đi đến Seeadler Harbor vào ngày 7 tháng 11. Ba ngày sau đó, nó chứng kiến vụ nổ của tàu chở đạn USS Mount Hood (AE-11) ở cách nó hơn một dặm, nhưng không gây hư hại gì cho bản thân.
Sau đó Thomas F. Nickel chuyển sang khu vực New Guinea, đi đến vịnh Humboldt vào ngày 21 tháng 11. Nó khởi hành một tuần sau đó hộ tống đoàn tàu vận tải hướng sang Philippines, đi đến vịnh San Pedro, Leyte vào ngày 15 tháng 12. Con tàu lên đường hai ngày sau đó cùng một đoàn tàu vận tải khác cho chặng quay trở lại Hollandia.
Vào ngày 28 tháng 12, Thomas F. Nickel cùng Đội đặc nhiệm 78.1 khởi hành từ Aitape trong thành phần Lực lượng Tấn công San Fabian, đưa Sư đoàn 43 Bộ binh đổ bộ lên Luzon. Lực lượng tiến vào vịnh Lingayen vào ngày 9 tháng 1, 1945, và chiếc tàu hộ tống khu trục đã bảo vệ cho hoạt động đổ bộ trước khi chuyển sang nhiệm vụ tuần tra chống tàu ngầm và phòng không cho đến ngày 18 tháng 1. Vào chiều tối ngày 10 tháng 1, khi tàu vận chuyển tấn công DuPage (APA-41) bị máy bay tấn công tự sát Kamikaze đâm trúng và hư hại, Thomas F. Nickel đã thả xuồng để cứu vớt năm người bị rơi xuống nước và chăm sóc y tế cho họ.
Vào ngày 18 tháng 1, Thomas F. Nickel lên đường đi New Guinea để phục vụ tuần tra chống tàu ngầm giữa các đảo Biak và Owi. Đến đầu tháng 2, nó quay trở lại Philippines trong thành phần Đội đặc nhiệm 78.6, lực lượng tăng viện thứ ba cho Lingayen. Nó ở lại ngoài khơi Luzon từ ngày 6 tháng 2 đến ngày 7 tháng 3, và sau đó phục vụ tuần tra chống tàu ngầm và hộ tống vận tải trên tuyến đường hàng hải giữa San Pedro và vịnh Subic với các cảng New Guinea và quần đảo Caroline. Nó rời vịnh Subic vào ngày 6 tháng 8 để hộ tống một đoàn tàu vận tải tiếp nhiên liệu hướng sang vịnh Buckner, Okinawa, rồi hộ tống cho chiếc tàu đốc đổ bộ Oak Hill (LSD-7) quay trở lại Philippines. Vào chiều tối ngày 12 tháng 8, Oak Hill báo cáo trông thấy một kính tiềm vọng bên mạn trái phía đuôi tàu, và tám phút sau đó một quả ngư lôi chạy lướt qua cách đuôi chiếc Oak Hill 2.000 yd (1.800 m). Thomas F. Nickel tiến hành nhiều lượt tấn công bằng mìn sâu, và sau đó tín hiệu sonar biến mất. Hai con tàu đi đến Leyte an toàn vào ngày 15 tháng 8, đúng vào lúc Nhật Bản chấp nhận đầu hàng, giúp chấm dứt vĩnh viễn cuộc xung đột.
Thomas F. Nickel tiếp tục thực hiện thêm một chuyến đi khứ hồi khác sang vịnh Buckner vào cuối tháng 8, hộ tống cho chiếc tàu đốc đổ bộ Cabildo (LSD-16), rồi quay trở về cùng với chiếc tàu vận chuyển tấn công Hocking (APA-121). Nó tiếp tục phục vụ tại vùng biển Philippines cho đến ngày 29 tháng 11, khi nó lên đường quay trở về Hoa Kỳ, về đến San Diego, California vào ngày 18 tháng 12, 1945. Con tàu được cho xuất biên chế vào ngày 31 tháng 5, 1946 và đưa về Hạm đội Dự bị Thái Bình Dương.

### 1948 - 1957
Vào tháng 6, 1946, Thomas F. Nickel được điều động sang Quân khu Hải quân 12 như một tàu huấn luyện, và được kéo đến San Francisco vào ngày 31 tháng 10, rồi sau đó chuyển đến Sacramento. Con tàu được cho hoạt động trở lại vào ngày 8 tháng 7, 1948, phục vụ như tàu huấn luyện cho nhân sự thuộc Hải quân Dự bị Hoa Kỳ. Nó thực hiện những chuyến đi huấn luyện vào dịp cuối tuần cùng những chuyến đi thực tập kéo dài hai tuần vào mùa Hè đến Mexico, Canada, Alaska, Trân Châu Cảng hay các cảng dọc theo bờ biển Thái Bình Dương. Nó chính thức nhập biên chế trở lại vào ngày 22 tháng 9, 1950, nhưng vẫn phục vụ như tàu huấn luyện tại San Francisco cho đến tháng 12, 1951, khi nó được điều đến San Diego.
Thomas F. Nickel thực hiện chuyến viếng thăm đến vịnh Humboldt, California nhân Ngày Lực lượng Vũ trang vào tháng 5, 1954; sau đó là chuyến đi vượt Thái Bình Dương vào tháng 2, 1955, đi đến Honolulu vào ngày 17 tháng 2 và quay trở về đảo Treasure, San Francisco vào ngày 26 tháng 2. Nó lại được đưa về Hạm đội Dự bị Thái Bình Dương vào ngày 25 tháng 11, 1957.
Thomas F. Nickel được cho xuất biên chế lần sau cùng vào ngày 26 tháng 2, 1958 và neo đậu tại San Diego, cho đến khi bị rút tên khỏi danh sách Đăng bạ Hải quân vào ngày 1 tháng 12, 1972. Con tàu bị bán cho hãng Levin Metals Co. tại San Jose, California để tháo dỡ vào ngày 9 tháng 6, 1973.

## Phần thưởng
Thomas F. Nickel được tặng thưởng một Ngôi sao Chiến trận do thành tích phục vụ trong Thế Chiến II.
| Bronze star |  |  |
|             |  |  |

| Huân chương Chiến dịch Hoa Kỳ        | Huân chương Chiến dịch Hoa Kỳ         | Huân chương Chiến dịch Châu Á-Thái Bình Dương với 1 Ngôi sao Chiến trận | Huân chương Chiến dịch Châu Á-Thái Bình Dương với 1 Ngôi sao Chiến trận |
| Huân chương Chiến thắng Thế Chiến II | Huân chương Phục vụ Phòng vệ Quốc gia | Huân chương Phục vụ Phòng vệ Quốc gia                                   | Huân chương Giải phóng Philippine (Philippine)                          |